# Palacio de Türkmenbaşy
El Palacio de Türkmenbaşy es un palacio en la ciudad capital de Asjabad, en el país asiático de Turkmenistán. Ha sido la sede presidencial y sede del presidente de Turkmenistán durante muchos años. El presidente Saparmurat Niyazov, quien se hacía llamar Türkmenbaşy, y por quien recibe su nombre el palacio, vivió en él desde 1997, hasta su muerte en 2006.